# Richard Brunot
Pour les articles homonymes, voir Brunot.
Richard Edmond Maurice Edouard Brunot, né le 9 avril 1883 à Saint-Ciers-du-Taillon, (département de la Charente-Inférieure) et mort le 22 juin 1958 à Aix-les-Bains, département de la Savoie (région Auvergne-Rhône-Alpes), est un administrateur colonial français, haut-commissaire de la République, gouverneur général et inspecteur général des colonies et enfin sénateur.

## Biographie
Son père, Napoléon François Ernest Brunot (1839-1908), était percepteur des contributions directes, colonel de l’infanterie de marine et chevalier de la Légion d’honneur.
Sa mère, Marie d'Agon de la Contrie (1848-1908), était auteure de romans pour la jeunesse.
Il est le dernier d’une fratrie de cinq enfants, dont Georges Léon Jacques (1873-1907), Jacques Edmond Paul Henri (1876-1876), Marie Madeleine Juliette Fanélie (1878-1976) et Paul André Louis Frédéric (1881-Mort pour la France 1914).
Après des études secondaires au lycée de Versailles, Richard Brunot suit les cours de la Faculté de droit de Paris et de l'école coloniale. 
En 1903, il est affecté dans les services auxiliaires de l'armée. 

### L'administrateur colonial

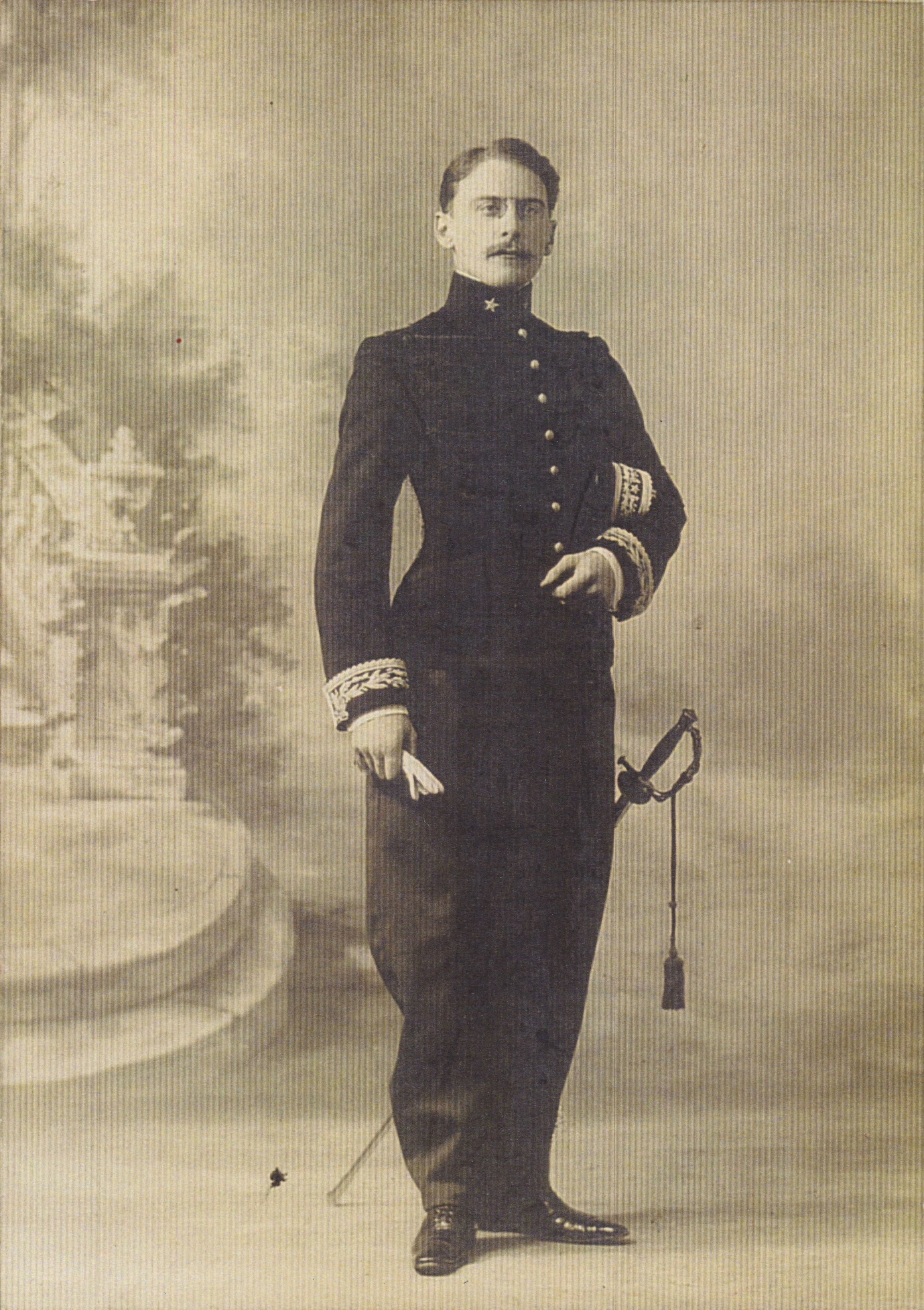
Richard Brunot au début de sa carrière

Tout juste breveté de l'école coloniale, il est nommé administrateur stagiaire des colonies le 14 décembre 1904 et est mis à la disposition du gouverneur général de l'Afrique-Occidentale française à Dagana au Sénégal.
Le 24 janvier 1906, il est promu administrateur adjoint.
En septembre, il obtient un congé de trois mois et rentre en métropole.
Le 3 janvier 1908, il regagne, à partir de Bordeaux, le Sénégal par le Cordillère, paquebot de la Compagnie des messageries maritimes. 
Le 1er novembre 1907, il intègre la réserve de l'armée active au grade de lieutenant.
Au 1er juillet 1908, Brunot accède au grade d'administrateur adjoint de 2e classe. 
Le 20 novembre 1910, il embarque pour Dakar sur le paquebot Annam de la compagnie des Messageries maritimes. 
En janvier 1911, il est administrateur adjoint de 1re classe et est affecté à l'Afrique occidentale française et plus précisément à Sedhiou dans la région de la Casamance au Sénégal où il côtoie le futur écrivain André Demaison.
Le 1er juillet 1912, il assure l'intérim des fonctions d'administrateur supérieur de la Casamance.
Le 17 février 1915, il est « classé dans le service armée » par la commission spéciale de Dakar et il fait partie de la compagnie de Casamance du 1er régiment de tirailleurs sénégalais de marche qui sera anéantie à Arras en novembre[réf. nécessaire].
Le 1er novembre 1917, il est incorporé dans l'armée territoriale.

#### L'entre-deux-guerres
Le 20 décembre 1919, il épouse Alexandrine Baptistine Laugier à Saint-Jean-Cap-Ferrat. Elle est née le 28 juin 1888 à Saint-Raphaël. 
Ses parents, Hippolyte Victorin Laugier, né en 1864 à Saint-Raphaël et Joséphine Truchi, née en 1867 à Touët-de-l’Escarène, se sont mariés le 17 septembre 1887 à Saint-Raphaël.

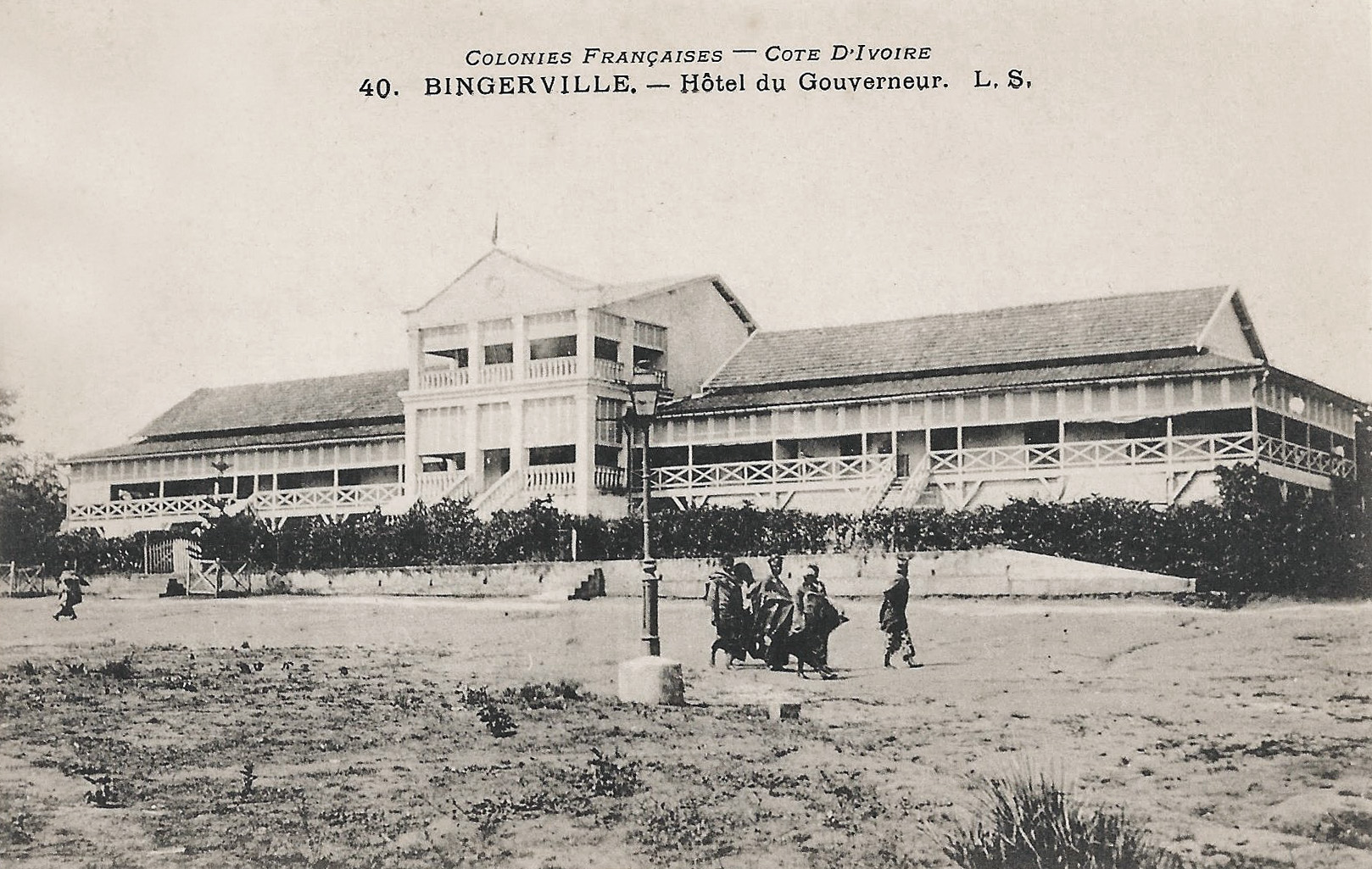
Hôtel du Gouverneur de Bingerville en 1905

Administrateur en chef de 2e classe, le 1er juillet 1920, il est désigné comme inspecteur des affaires administratives de la Guinée et exerce l'intérim de secrétaire général de cette colonie. 
Le 5 février 1921, il est nommé chevalier de la Légion d'honneur. Il est promu administrateur en chef de 1re classe en juillet 1923. Le 1er novembre 1923, il est intégré dans la réserve de l'armée territoriale.
Il devient secrétaire général puis gouverneur par intérim de la Côte d'Ivoire en avril 1924 puis est chargé des fonctions intérimaires de lieutenant gouverneur à Bingerville. En janvier 1925, il y remet en cause l'organisation du travail forcé par une réforme qui se heurte à des réactions hostiles,. Il est relevé de ses fonctions en juillet 1925.

##### Lieutenant gouverneur

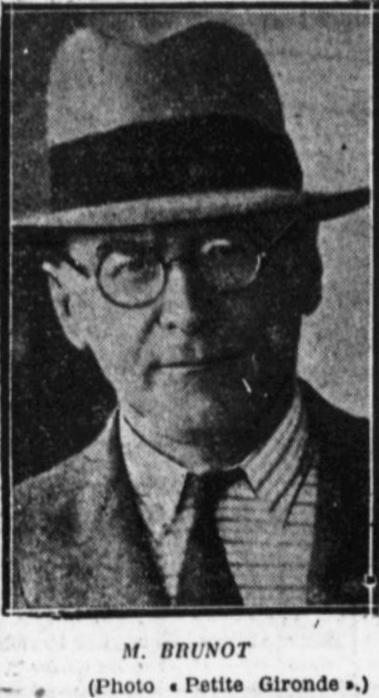
Richard Brunot (Le journal La Petite Gironde du 11 août 1931)

Le 19 janvier 1931, il est nommé lieutenant-gouverneur (de 3e classe) de l'archipel des Comores.
En mars de la même année, il est placé hors-cadre et envoyé en mission à la Société des Nations (S.D.N.) jusqu'à la fin de l'année 1931 pour le compte du ministère des affaires étrangères. À la suite d'articles publiés dans la presse afro-américaine des USA rapportant des situations d'esclavage et de travail forcé au Liberia, il embarque pour Monrovia fin mai en mission dans ce pays. Après six semaines passées à parcourir celui-ci, le 8 août, il débarque du paquebot Brazza à Bordeaux en provenance de Matadi et se rend en automobile à Genève (siège de la S.D.N. jusqu'en 1946) le 14 août 1931, pour y remettre son volumineux rapport sur les survivances de l'esclavage qu'il aura pu y constater. Peu après, la Société des Nations (SDN) condamne les conditions de travail forcé imposées aux autochtones par les Américano-Libériens pour le compte de multinationales de l'industrie du caoutchouc. Le scandale contraint le gouvernement à la démission. En 1936, le nouveau gouvernement interdira le travail forcé. Néanmoins, les autochtones, privés de droit de vote, resteront des citoyens de seconde zone. Il faudra attendre mai 1945 pour que le président William Tubman le leur accorde,. 
À la même période, on apprend qu'il est membre de la 14e section de la SFIO.

##### Gouverneur
En octobre 1931, il est réintégré dans les cadres et nommé gouverneur de Saint-Pierre-et-Miquelon.
Le 4 février 1932 à Paris, il donne une conférence sur La République du Liberia organisée par la 14e section de la Seine de la SFIO.
Le 15 octobre 1932, il est libéré du service militaire.
En janvier 1933, il est nommé gouverneur du Tchad. 
Le 24 février 1933, il inaugure, dans les bassins d'Argenteuil, le tout nouveau paquebot à moteurs à pétrole lampant (Kérosène), l'Emile-Gentil, qui sera expédié peu après à Batangafo (actuelle République centrafricaine).
Le 3 mai 1933, il embarque à Bordeaux à bord du Foucauld pour l'Afrique.  Arrivé à Pointe-Noire en juin 1933, il inaugure à Brazzaville le nouveau terminus de la ligne des Chargeurs réunis. Il rejoint ensuite son poste à Fort-Lamy en quittant Brazzaville à bord du vapeur Fondère. Au cours de son mandat, par un décret pris en août 1934, le lieutenant gouverneur Brunot attribue le nom de Largeau à l'agglomération dénommée jusqu'ici Faya. Par un arrêté signé le 1er octobre 1934, il nomme sultan d'Abéché, Mohamed Ourada, le neveu de Doudmourrah ancien souverain du Ouaddaï,.
Dix ans plus tard, Pierre-Olivier Lapie, futur gouverneur du Tchad, dans son livre Mes tournées au Tchad, rendra hommage à l'action de Richard Brunot.
Dans le cadre de la réorganisation du gouvernement de l'AEF, il est nommé gouverneur de la Mauritanie le 17 août 1934. 
Le 20 décembre 1934, il envoie une délégation, composée de ses proches collaborateurs, dans le Tiris Zemmour (extrême nord de la Mauritanie) participer à une conférence avec des pelotons méharistes et des groupes nomades mauritaniens.
Le 30 décembre 1934, en tant qu'officier de réserve hors cadres, il passe au centre de mobilisation d'infanterie no 213 de la région de Paris.

Richard Brunot (Journal L'Écho d'Alger du 22 novembre 1935)

À sa demande, il est nommé délégué du gouverneur général de l'Afrique-Équatoriale française (AEF) pour l'Oubangui-Chari le 21 mai 1935. Il quitte Marseille pour Dakar le 19 novembre 1935 en embarquant à bord du paquebot Banfora de la Compagnie française de navigation à vapeur Cyprien Fabre & Cie.

##### Gouverneur général à Paris
Nommé chargé de mission au cabinet du ministre des colonies le 30 juin 1936, il quitte Douala le 5 juillet et embarque pour la métropole sur le MS Brazza.
Il accède au grade de gouverneur général des colonies et est nommé simultanément, le 17 septembre 1936, directeur du personnel et de la comptabilité au Ministère des Colonies et placé hors-cadre, par décret du 20 septembre 1936. 
Le 4 novembre, il est reçu par Albert Lebrun, Président de la République, au Palais de l'Élysée.
Les 5 et 6 novembre, il participe, à l'Hotel Matignon, à la conférence des gouverneurs généraux des colonies, placée sous la présidence de Léon Blum, président du conseil  et du ministre des colonies Marius Moutet, afin de fixer les directives de l'action coloniale du nouveau gouvernement du Front populaire. Le 14 novembre de la même année, le gouvernement le nomme auditeur avec voix consultative aux séances du Conseil d'État au sujet des projets de décrets devant modifier les conditions d'avancement des fonctionnaires coloniaux.
Le 15 novembre, il assiste au cimetière du Montparnasse, en compagnie du ministre des colonies, aux obsèques de l'ancien gouverneur général Louis-Gustave Binger.
Le 22 novembre, il assiste, avec Marius Moutet accompagné d'une nombreuse délégation du ministère des colonies, aux obsèques du ministre Roger Salengro à Lille.
Le 19 décembre 1936, il accompagne le ministre des colonies à Bruxelles, afin d'échanger avec le comité franco-belge d'études coloniales de la chambre de commerce de Bruxelles et de la chambre de commerce française.
Le 18 février 1937, il anime, dans le 14e arrondissement de Paris, une causerie sur la Question coloniale organisée par la fédération de la Seine de la SFIO.
Le 25 février 1937, il est promu officier de la Légion d'honneur.
Le 12 mars 1937, il est nommé à la tête du tout nouveau commissariat général à la propagande coloniale et aux expositions au ministère des colonies,. Parallèlement, Brunot devient conseiller du ministre Marius Moutet pour les questions relatives à la législation sociale et du travail aux colonies.
Le 11 mai 1937, il participe au déjeuner mensuel du Syndicat des journaux de la France extérieure organisé en l'honneur de l'AOF en compagnie du ministre des colonies.

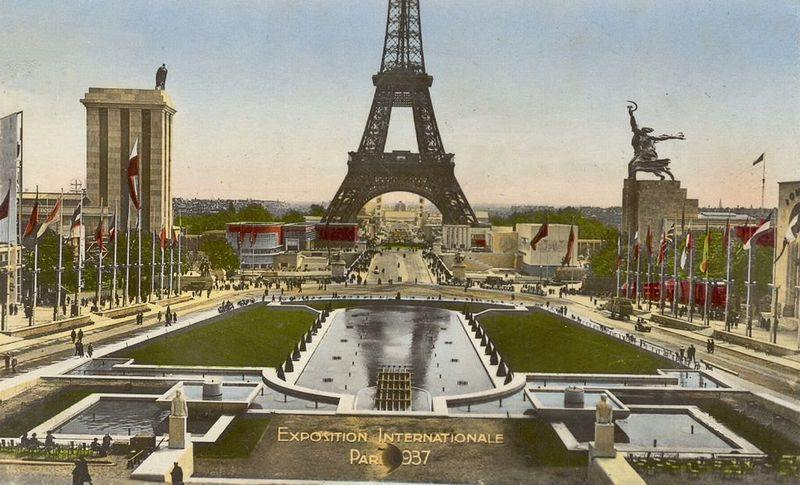
Exposition universelle, Paris-1937

Dans le cadre de l'Exposition universelle de 1937 qui se déroule du 25 mai au 25 novembre au Palais de Chaillot de Paris, il accueille, aux côtés du ministre Moutet, la délégation belge venue inaugurer le pavillon du Congo belge.
Le 27 mai 1937, il est nommé membre de la délégation française comprenant les conseillers techniques représentant le gouvernement français à la XXIIIe session de la Conférence internationale du travail.
Consécutivement, Marius Moutet, le ministre des colonies, annonce, parmi les nombreuses réformes entreprises en outre-mer, l'abolition du travail forcé dans les colonies après que le sénat ait ratifié la convention du même nom établie en 1930 par l'organisation internationale du travail (O.I.T.) et que, grâce à l'action du gouverneur Brunot et son collègue Boisson, le code du travail est désormais appliqué dans les colonies.
Le 20 novembre 1937,, il donne, dans l'immeuble Marignan à Paris, une conférence ayant pour sujet « l'Afrique Noire » organisée par la commission coloniale de la SFIO et illustrée par la projection du film Karamoko.
Le 7 décembre 1937, il participe à la séance de la commission d'études du Haut comité méditerranéen, présidée par Yves Chataigneau réunissant la plupart des directeurs de cabinet des principaux ministères concernés et chargée d'étudier la situation des musulmans nord-africains et la main d'œuvre maghrébine en France.
Le 12 février 1938, il participe, avec Théodore Steeg, le ministre des colonies, à la visite du Salon des arts ménagers qui se déroule au Grand Palais.
Au cours de la semaine coloniale française, qui se déroule du 22 au 29 mai 1938 au Gaumont-Palace, il représente le ministre des colonies, Georges Mandel, par une allocution d'accueil des 4000 écoliers invités à assister à la projection de films de propagande coloniale accompagnés de musique et de chants exotiques,.
Lors du 35e congrès du parti socialiste (Royan, 4-7 juin 1938), il est élu membre titulaire de la commission coloniale au sein des organismes centraux du parti.
Le 26 juin 1938, il représente le Ministre des Colonies lors de la commémoration marquant le centenaire de la mort de René Caillié dans son village natal de Mauzé-sur-le-Mignon (Deux-Sèvres).

##### Haut-commissaire du Cameroun
Richard Brunot est nommé commissaire de la République du Cameroun par intérim le 3 novembre 1938, et sera confirmé dans la fonction de haut-commissaire de la République du Cameroun par décret du 2 mai 1939. La même année il crée la Jeucafra, association de la Jeunesse camerounaise française.
Au cours du mois, il effectue une tournée administrative du territoire dans les régions du Mbam, du Noun et de Mungo, afin de prendre la mesure des problèmes de main-d'œuvre.
Le 17 janvier 1939, à Yaoundé, il participe, avec le professeur Louis Pasteur Vallery-Radot, à la cérémonie d'inauguration du monument élevé à la mémoire du Docteur Eugène Jamot.
Au cours du mois de janvier et à la suite des tensions internationales, de nombreux camerounais indigènes manifestent à plusieurs reprises à Douala leur hostilité à un éventuel rattachement de leur territoire à l'Allemagne.
Le 10 février, le haut-commissaire, accompagné de son secrétaire particulier Laugier et de Mme Brunot, se rend de Yaoundé à Douala par train spécial, afin d'entamer ensuite par la route une tournée dans le sud du territoire, en passant par Edéa, Kribi et Lolodorf.

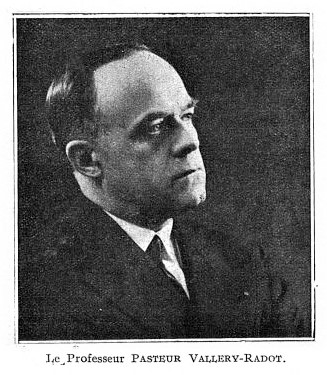
Professeur Vallery-Radot

Le 24 février, le docteur Louis Pasteur Vallery-Radot annonce, au cours d'une conférence au Théâtre Marigny, que le ministre des colonies et le haut-commissaire ont décidé d'établir un Institut Pasteur (Centre Pasteur du Cameroun) à Yaoundé, devant être dirigé par le docteur Laigret, de l'Institut Pasteur de Tunis, afin de contribuer à améliorer le système de santé,,,.
Le 15 mars, Brunot s'entretient à Douala avec Jean Dagnaux, le commandant du Potez 661 quadrimoteur Renault, le tout nouvel avion qui devra assurer une navette aérienne entre Douala et l'Afrique équatoriale française.
Le 31 mars 1939, Brunot accueille à Yaoundé une délégation de parlementaires conduite par Gaston Monnerville et composée de Messieurs Clermont-Tonnerre, Delabie, Honel et Luquot, chargée d'une mission d'inspection.  
Le 17 mai 1939, le député Gaston Monnerville, président de la sous-commission d'enquête au Cameroun, dans son exposé devant la commission des colonies de la chambre, rend notamment hommage au gouverneur général Brunot, continuateur de l'œuvre du gouverneur général Boisson.
Au cours du mois de mai, le haut commissaire parcourt de nombreux territoires du Cameroun: il quitte Yaoundé le 14 mai pour les régions de Ntem et de Kribi en passant par Lolodorf et Edéa, la ville de Douala, la commune de Mbanga, la ville de Nkongsamba, les régions de Mungo, du Mbam, du Noun et notamment les villes de Dschang, de Bafoussam, de Foumban localité où il prononce un discours en présence du Sultan et des populations Bamouns; et enfin les villes de Bangangté et Bafia avant de rentrer à Yaoundé,. 
Du 27 au 30 mai 1939, au 36e congrès national de la SFIO qui a lieu à Nantes, il est réélu membre titulaire de la commission coloniale du Parti socialiste.
En juillet 1939, on apprend que Brunot a fait verser une subvention de 8 000 francs à la pouponnière de la mission catholique de Dschang.
Fin juillet, début août, à Yaoundé il reçoit et s'entretient avec le général Émile Jacques Gabriel Carles, commandant supérieur des troupes en Afrique-Équatoriale française, en tournée au Cameroun. Le 11 août 1939, Brunot quitte Yaoundé en train spécial pour se rendre à Douala et y séjourne jusqu'au 13 du même mois.
Aux côtés de personnalités telles que Edouard Herriot, Romain Rolland, Jules Romains, Joseph Szigeti, Gaston Monnerville, Irène Curie, Frédéric Joliot-Curie, Léon Jouhaux, Léo Lagrange, il fait partie du comité de patronage représentant la France au 3e congrès international antiraciste soutenu par la LICA qui se tient à Paris du 29 septembre au 1er octobre 1939.
En octobre de la même année, dans un souci d'apaisement à Douala, il fait libérer les Camerounais emprisonnés au cours du mois de janvier précédent à la suite de manifestations.

#### La Seconde Guerre mondiale

##### Au Cameroun

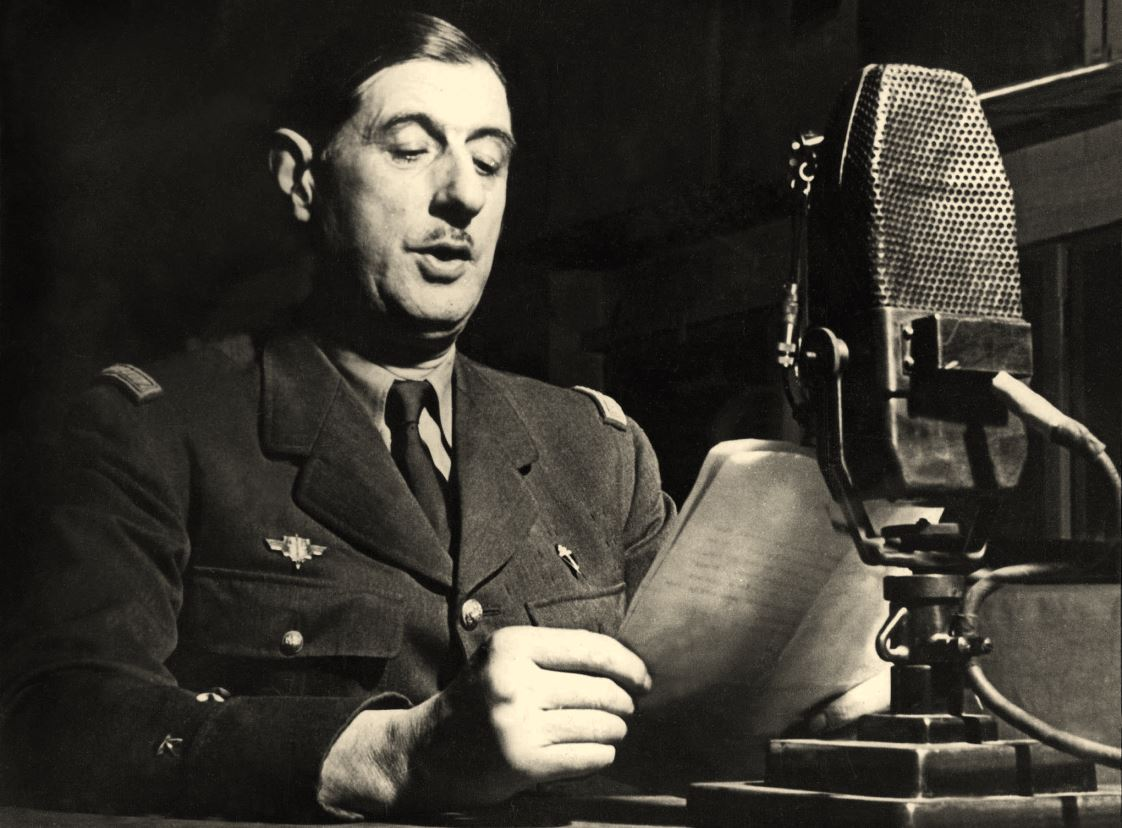
Charles de Gaulle au micro de la BBC

Faisant suite au message du Général de Gaulle diffusé le 30 juillet 1940 sur les ondes de la BBC appelant les hauts-commissaires et gouverneurs des colonies à refuser la capitulation, parallèlement à celui du gouvernement de Vichy demandant de libérer les Allemands du Cameroun détenus au Nigeria, Richard Brunot tergiverse: il demande au gouverneur britannique du Nigeria de renvoyer les prisonniers à Dakar via le Dahomey et libère les propriétés allemandes du Cameroun saisies précédemment. 
Dans l'attente de l'arrivée à Douala du remplaçant vichyste de Brunot, tombé gravement malade, son épouse télégraphie à Lagos et demande aux Anglais de faire relâcher et expédier sans retard les internés allemands au Dahomey. La tension est à son comble au Cameroun et les habitants commencent à manifester leur hostilité à Vichy. Finalement, Brunot télégraphie à tous ses collègues gouverneurs généraux et résidents généraux qu'il décide de continuer la lutte. Le gouverneur général de Madagascar Marcel de Coppet lui répond que Madagascar est décidée à rester française jusqu'au bout. La BBC annonce que Brunot continue de résister à côté de l'Angleterre. 
L'amiral Jean de Laborde, récemment nommé par le gouvernement de Vichy, envoie le contre-amiral Charles Platon à Yaoundé pour demander à Brunot de tirer les conséquences de la défaite. Quelques jours plus tard, deux sous-marins envoyés par Vichy arrivent à Douala et un inspecteur des colonies vient demander à Brunot pourquoi celui-ci « laisse les consuls britanniques sur place ». 

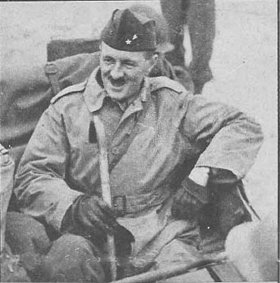
Leclerc en 1944

Le 20 août, le quartier-général gaulliste décide d'y envoyer une unité de soldats français libres. Celle-ci quitte Tiko dans la nuit du 26 au 27 août et le 27 au matin, quelques dizaines de soldats français libres conduits par le colonel Leclerc débarquent à Douala par surprise où ils sont accueillis avec enthousiasme par la population puis se rendent à Yaoundé par le train. 
Richard Brunot se rallie aussitôt à la France libre et transmet ses pouvoirs à Leclerc,. Brunot est relevé de ses fonctions le 29 août 1940,, par Philippe Pétain. Deux ans plus tard, le 10 septembre 1942, le tribunal civil de la Seine prononcera « la mise sous séquestre de ses biens, droits et intérêts », faisant suite à la déchéance de sa nationalité française, décrétée le 27 janvier 1941 par Pétain.
Dans le journal collaborationniste L'Echo rochelais du 20 septembre 1940, peu après son éviction, il est signalé comme membre du Parti socialiste et franc-maçon par le député Pierre Taittinger.

##### En Grande-Bretagne

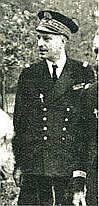
Le vice-amiral Muselier en 1941.

Début décembre 1940, affaibli par un accès de malaria, il se rend à Londres où il se met à la disposition du général de Gaulle. Il est alors chargé de la direction du département colonial au quartier-général des Français libres et intègre le conseil de défense de l'Empire.
Début janvier 1941, il participe à la séance de reprise des cours de l'École des études orientales et Africaines de l'Université de Londres dans le cadre des cours de sciences coloniales dispensés pour les membres de Forces françaises libres devant se rendre aux colonies. Le 19 janvier, il est présent à la réception donnée par l'Association des Français de Grande-Bretagne en présence du Major-Général Edward Spears, représentant du gouvernement britannique et de l'amiral Émile Muselier, commandant des forces navales françaises libres (FNFL).
Le 7 février 1941, il prononce à Londres une conférence à propos de l'« Afrique noire française »(Institut français du Royaume-Uni). On l'y décrit comme « tour à tour, enthousiaste, émouvant, amusant, poétique dans la description et les anecdotes concernant l'AOF  ».

##### Dans les colonies
Nommé inspecteur par le général de Gaulle dans les possessions françaises d'Océanie, Richard Brunot se rend à:
- Wellington (Nouvelle-Zélande), le 15 avril 1941[118] où il est reçu par le parlement Néo-Zélandais,
- Nouméa (Nouvelle-Calédonie), le 20 avril 1941[119] où il prononce une allocution soulignant « l'importance de l'effort des français libres pour la libération de la France » et indiquant que « le général de Gaulle était le plus grand et le plus noble des français » et qu'« avec l'aide de la Grande-Bretagne et de l'Amérique, les partisans du général de Gaulle lutteront jusqu'au bout[120] ».

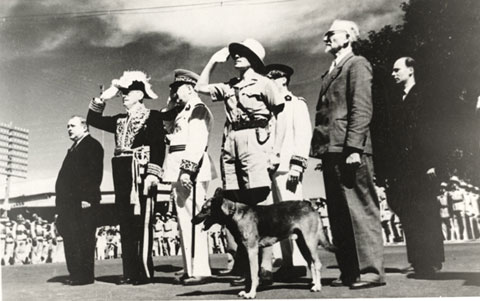
Richard Brunot en tenue d'apparat de Gouverneur

Entre juin et novembre 1941, il est gouverneur des établissements français de l’Océanie.
En mission à Tahiti au mois de juin de la même année, et selon la presse vichyste, Richard Brunot empêche 31 ressortissants français expulsés d'Océanie par les autorités gaullistes d'embarquer pour San Francisco sur le paquebot Monteron, en les faisant interner.
Nommé peu après inspecteur général des colonies, et à la suite d'un conflit de personnes à Tahiti, le 16 juin 1941, il fait incarcérer Émile de Curton, gouverneur des Établissements français de l'Océanie ainsi que sept autres administrateurs. Le 27 juin, Brunot procède à la dissolution du conseil municipal de Papeete et nomme Léonce Brault en tant que maire. Au mois de juillet suivant, le général de Gaulle envoie le haut-commissaire Thierry d'Argenlieu rétablir l'ordre à Papeete. Il est relevé de ses fonctions d'inspecteur général peu après et est convoqué en compagnie des administrateurs concernés à Londres, pour venir s'expliquer.
Après une tournée dans le Pacifique, il fait escale à San Francisco à bord du paquebot Mariposa début novembre 1941 avant de retourner à Londres pour rendre compte de sa mission auprès du général de Gaulle.

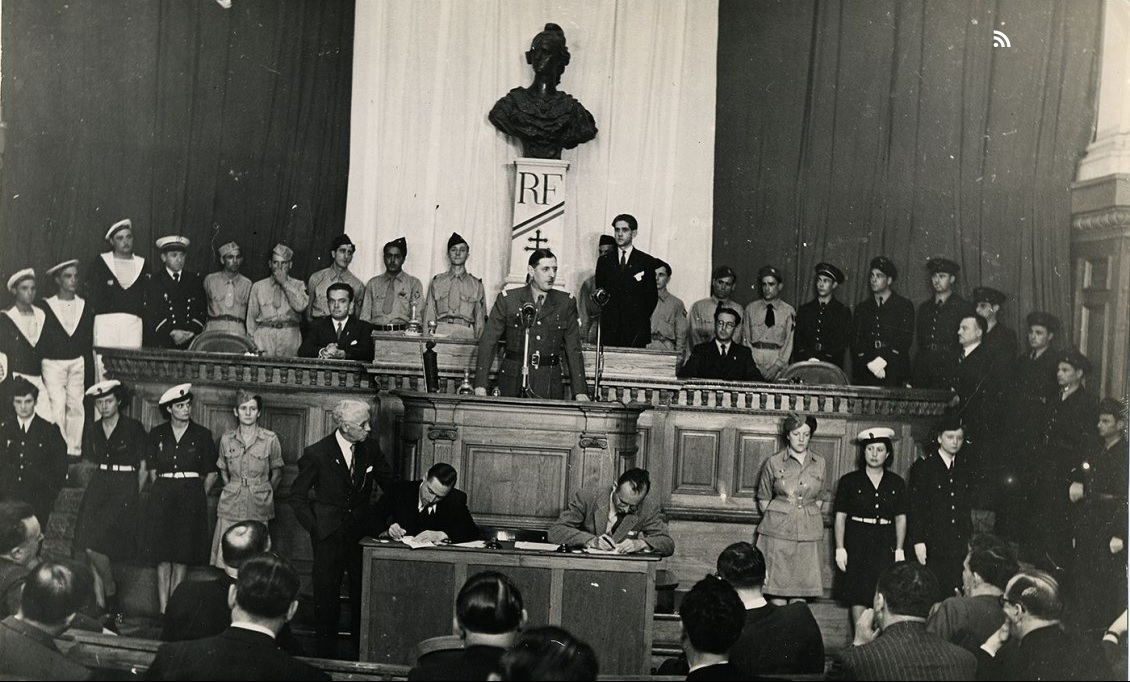
Assemblée consultative provisoire d’Alger en novembre 1943

Le 18 novembre 1942, puis le 9 juin 1943, il donne deux conférences à l'Institut français du Royaume-Uni à Londres dont les titres sont respectivement « Postulats coloniaux » et « Les électeurs Noirs ».
En 1943, il frappe de déplacement l'administrateur Lambert, chef de la circonscription du Kanem à Mao au Tchad, « pour partialité dans une décision de justice ».
Le 21 janvier 1944, lors d'une session de l'Assemblée consultative provisoire à Alger, Jean Pierre-Bloch  commissaire adjoint à l'Intérieur au Comité français de libération nationale répond négativement au souhait du gouverneur général Brunot de pouvoir résider à Alger.
Il est réintégré rétroactivement dans sa fonction de gouverneur général par décret le 25 février 1946, mais admis à la retraite la même année.

### L'après-guerre
En octobre 1945, il se présente sous les couleurs de la SFIO, sans succès, à l'élection de l'assemblée constituante comme représentant de la Côte d'Ivoire.  
Le 23 décembre 1946, il est élu au Conseil de la République par l'Assemblée nationale pour représenter la Mauritanie ; il obtient la totalité des 19 suffrages exprimés.
Membre du groupe SFIO, il siège à la Commission des affaires étrangères, et à celle de la France d'outre-mer. 
Durant son bref mandat - il n'est pas candidat en 1948 -, il intervient sur les crédits militaires pour 1947, la situation à Madagascar et l'application de la Constitution dans les territoires français d'outre-mer (TOM). 
Il est membre de la commission de la marine et des pêches, de la commission des affaires étrangères et de la commission de la France d'outre-mer.

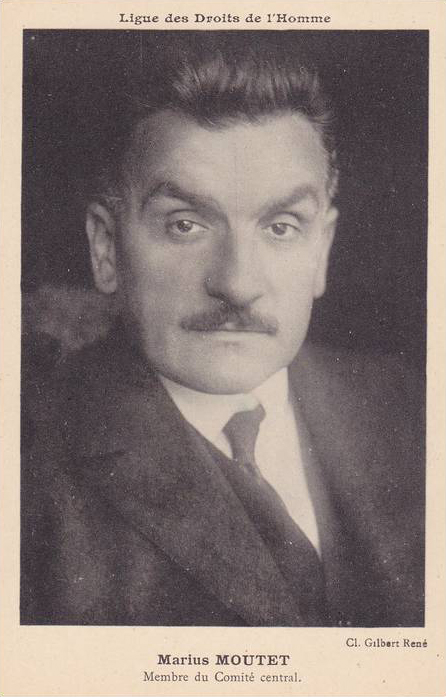
Marius Moutet

En mars 1947, à la Maison de la Mutualité, il est membre de la commission des résolutions de la SFIO, dont font également partie notamment Guy Mollet, Marius Moutet et Gaston Defferre, qui est chargée de rédiger un texte sur la politique coloniale en Indochine.
Il s'exprime comme rapporteur de la Commission de la France d'outre-mer, sur l'entrée en vigueur des délibérations des assemblées territoriales en matière fiscale ainsi que dans le cadre du débat sur l'application intégrale de la Constitution dans les territoires français d'outre-mer.
Il est aussi l'auteur de deux propositions de loi sur les droits fonciers des indigènes, et l'organisation scolaire dans les colonies françaises d'Afrique.
Richard Brunot ne se représente pas aux élections sénatoriales de 1948. Il se retire de la vie publique et décède 10 ans plus tard, âgé de 75 ans.

### Liens de parenté
Il était le fils de Marie d'Agon de la Contrie, femme de lettres, le petit-fils de Jacques Brunot, général de brigade du Second Empire et le cousin de Jean Mouchet, administrateur colonial et ethnologue.

## Manuscrits, archives et articles

### Manuscrits et archives
- Les manuscrits et archives de Richard Brunot se trouvent à la Bibliothèque Nationale de France[141].

### Articles
- Le Cameroun français à l'unisson de l'Empire in Le monde colonial illustré no 194 du mois d'août 1939[142].
- Comment le Cameroun devint libre, interview du Gouverneur général Brunot dans le journal France du 10 décembre 1940, pages 1 et 4[143].
- Ordalies balantes, souvenirs de sorcellerie africaine par Richard Brunot, Gouverneur Général des Colonies, articles parus dans le journal France des 23[144] et 24[145] janvier 1941, pages 2.
- Nos ancêtres les Gaulois par Richard Brunot, Gouverneur Général des Colonies, article paru dans le journal France du 30 mars 1943, page 2[146].